# Альбрехт, Карл Константинович
Карл Константинович (Карл-Эдуард Франц) Альбрехт (22 января 1863, Москва — после 1918) — русский архитектор, автор гражданских и церковных зданий в Москве и Подмосковье.

## Биография
Первоначально иностранный подданный. В 1893 году окончил Московское училище живописи, ваяния и зодчества с Малой серебряной медалью и принял российское подданство. В 1895 году получил от МУЖВЗ за выполненный проект Большую серебряную медаль. В 1899—1907 годах служил архитектором Лазаревского института восточных языков. В 1912—1913 годах и с 1915 года работал помощником московского участкового архитектора Н. Д. Морозова. Имел обширную самостоятельную архитектурную практику.

## Постройки
- Каретный сарай (1895, Москва, Неглинная улица, 20)[3];
- Торговая лавка крестьянина В. Т. Кошелева (1897, Москва, Большая Никитская улица, 16, стр. 2), ценный градоформирующий объект[3];
- Дом жилой (перестройка городской усадьбы П. В. Снегирева — В. С. Бехтеевой — В. Е. Маслова) (1897, Москва, Малый Кисловский переулок, 11), ценный градоформирующий объект[3];
- Флигель жилой с нежилой пристройкой усадьбы К. Г. Разумовского (1906, Москва, Воздвиженка, 6/2 — Романов переулок, 2/6, стр. 5)[3];
- Жилой дом (1909, Москва, Волковский переулок, 11)[2];
- Жилой дом (1911, Москва, Гагаринский переулок, 25), не сохранился[2];
- Дом Орловых (1911, Москва, Тверской-Ямской (?) переулок, 12)[2];
- Жилой дом (1911, Москва, Курбатовский переулок, 19)[2];
- Жилой дом (1911—1912, Москва, Нащокинский переулок, 12)[2];
- Доходный дом (1911—1913, Москва, Спиридоновка, 25/20 — Вспольный переулок, 20/25, стр. 1), ценный градоформирующий объект[3][2];
- Жилой дом (1912, Москва, 4-я Миусская улица, 18)[2];
- Жилой дом (1912, Москва, Малый Олений переулок, 9)[2];
- Жилой дом (1912, Москва, Дорогомиловская улица, 45)[4];
- Жилой дом (1912, Москва, Сивцев Вражек, 38)[4];
- Колокольня Николо-Архангельской церкви (1903, погост Дарков Бронницкого уезда)[4].